# Manampatrana
Manampatrana is een plaats en gemeente in Madagaskar gelegen in het district Ikongo van de regio Vatovavy-Fitovinany. Er woonden bij de volkstelling in 2001 ongeveer 18.000 mensen.
In de plaats is basisonderwijs en voortgezet onderwijs voor jonge kinderen beschikbaar. 85% van de bevolking is landbouwer. Het belangrijkste gewas is koffie en rijst, maar er wordt ook bananen, cassave en zoete aardappelen verbouwd. 15% van de bevolking is werkzaam in de dienstensector.